# Nereis waikikiensis
Nereis waikikiensis är en ringmaskart som beskrevs av Holly 1935. Nereis waikikiensis ingår i släktet Nereis och familjen Nereididae. Inga underarter finns listade i Catalogue of Life.